# ولادیمیر موتیل
ولادیمیر موتیل (روسی: Влади́мир Я́ковлевич Моты́ль؛ ۲۶ ژوئن ۱۹۲۷ – ۲۱ فوریه ۲۰۱۰) کارگردان فیلم، کارگردان نمایش، فیلم‌نامه‌نویس اهل بلاروس بود. وی بین سال‌های ۱۹۶۳ تا ۲۰۱۰ میلادی فعالیت می‌کرد.
وی همچنین برندهٔ جوایزی همچون هنرمند مردمی روسیه شده‌است. وی در کارگردان فیلم‌های همچون خورشید سفید بیابان بوده‌است.